# こなかりゆ
こなか りゆは日本 のアーティスト、音楽家（歌唱・作曲・共作詞）、文筆家。
講師、翻訳家・通訳。夫はボーイ・ミーツ・ガールの尾上文。

## Discography
- Good  Humor Label

こなかりゆ・尾上文名義（プロデュース： ボーイ・ミーツ・ガール）
- - Hiccups（1996）（UKプロジェクト, recommuni）[1]
  - A Funny Egg（1997）（ポリスター）[2]
  - oops!（1997）（ポリスター）[3]
  - Hokey-Dokey（1998）（ポリスター）[4]
  - Bullshit（1999）（ポリスター）[5]
  - Riyu's Album（2000）（ポリスター）[6]

こなかりゆ Solo （プロデュース： こなかりゆ）
こなかりゆ企画・主催 live events
- That Live DVD+CD  (Good Humor, recommuni)（2003）[7]
- N.Y.I.F.F.M.  (Good Humor, recommuni)（2003）[8]
- 〈新感覚ジャズ〉クロスリズムの国のアフターガール （2006）(Good Humor, recommuni) [9]
- Voice Cartoons〈Riyu's Language〉 (Good Humor, recommuni)
- こなかりゆ Collection   (Good Humor)     "Esper Language"    "The Adventures of Aftergirl"    "Currents"     "人生は情熱"      "鏡の国のアリストテレス"     "残響"     "Textures"   "Performance Art"
- 〈Contemporary Classics Live〉Mommy is President（2010）(Zipangu Products) [10]

## Guest 参加
- シングル「カルピスウォーター」コマーシャルソング（ゲスト・ボーカル）[11]
- コンピレーション・アルバム「This is Love」（江戸屋）
- かつやたかし アルバム「2 Moody」（コーラス）
- 映画『flushed』日本版ビデオ（テーマ曲の作曲・歌唱・英語詞）[12]
- シングル「やっぱり女の方がいいや」（パイオニアLDC-ポリスター）[13]
- アルバム『課長降臨』サウンドトラック（パイオニアLDC）
- オムニバス『Aloha Chill』（ポニーキャニオン）[14]

France, Greece
Buddha Bar Paris  Main DJ Benoit Cassar & Jul de Grenelle
- コンピレーション・アルバム「danai」(danai beach resort) [16]
- Dakar 2008 elite Fashion Show “elite mix”

Turkey
ムラート・セス (トルコ国民的音楽家)
- アルバム「umami」 (clou) [17]
- アルバム「beside the sun」 (clou)
- アルバム「light cone」 (clou)

## 執筆

### 寄稿・連載
- 『現代詩手帖』（思潮社）「現代詩年鑑 2004」代表詩選
- 「群像」（講談社）Short Story 掲載
- 「Musee」（Tower Records）随筆
- 『現代詩手帖』（思潮社）評論
- 「STUDIO VOICE」（インファス・パブリケーションズ）書評
- 「ジパング・ニュース」（現音舎）随筆連載
- 「Good Humor Paper」対談、随筆連載
- 「CoDen SaLoN」"Celeb's Photo Diary 著名人の日記"（NTT Communications）[18]
- 新聞連載

### 書籍
- 詩集「日本語を踏んずける」（編集者：尾上文）（思潮社）

## CF

### 歌唱、バイリンガル・ナレーション
- 資生堂
  - マシェリそれでも毎日篇
  - 海と太陽の恵みボディソープ
- カルピスウォーター 「奇跡と退屈」
- Benesse　進研ゼミ
- 明治ホールディングス ミルクチョコレート
- ダノン フルーツセレクション
- ヤマト運輸　クール宅急便
- ハウス食品  完熟トマトのハヤシライスソース
- 東レ　シルク着物
- 北海道銀行

### 作曲
- マンパワーグループ

## 主な出演

### テレビ（国内/海外）
- NHK衛星第2テレビジョン
  - 真夜中の王国
  - 新・真夜中の王国
- NHK教育テレビジョン
  - ソリトンシリーズ
  - おかあさんといっしょ
- スペースシャワーTV   ALTA Music Shower
- 金沢ケーブル 北國新聞ニュース
- 東京メトロポリタンテレビジョン  bay-MX
- フジテレビジョン  P-Stock
- 北陸朝日放送  mid-tv
- テレビ金沢 じゃんけんぽん
- 札幌テレビ放送 どさんこワイド

Latin America
- Globosat TV “Multishow” “Musica na Mochila”

### エフエム・ラジオ
- InterFM897
- 東京コミュニケーション放送
- エフエム世田谷
- ベイエフエム
- FM802
- エフエム京都
- 兵庫エフエム放送
- 奈良シティエフエムコミュニケーションズ
- ZIP-FM
- エフエム石川
- FM NORTH WAVE

### バイリンガル・パーソナリティ
- エフエム東京
- net radio【NTT コミュニケーションズ 協賛】[19]

### 通訳
- NHKニュース

## 主な Performance Art 作品
- 京都大学学園祭
- 〈ポリスター・レコード〉 N.Y.I.F.F.M. in Japan @スパイラル
- 〈ポリスター・レコード〉 N.Y.I.F.F.M. Reception @ Club Tatou[20]
- 〈ポリスター・レコード〉 N.Y.I.F.F.M. Tour @ Club Que
- 〈ポリスター・レコード〉 N.Y.I.F.F.M. Tour @ 金沢市立泉野図書館
- 〈ポリスター・レコード〉 N.Y.I.F.F.M. Tour @ Nest Saloon
- FM802 公開録音ライブ[21]
- 東京メトロポリタンテレビジョン 公録ライブ
- In-Store Live Events

タワーレコード 新宿ルミネ店、
WAVE 所沢店 、吉祥寺店 
- サエキけんぞうのコア・トーク Vol.65 〜史上最大の Poetry Summlt 2 @新宿LOFT PLUS-ONE [23]

- サエキけんぞうのコア・トーク〜史上最大の Poetry Summit 1 ＠渋谷・青い部屋　[24]

- こなかりゆ主催・企画 Live  Event Series  
  - "Esper Language"
  - "The Adventures of Aftergirl"
  - "Currents"
  - "人生は情熱"
  - "鏡の国のアリストテレス" "残響"
  - "Textures"
  - "Performance Art"
  - etc. ...

- Poetry Reading Series  Vol.1, Vol.2, Vol.3 ~ Vol.10
- パルコブックセンター 渋谷店
- 八重洲ブックセンター 東京・丸の内本店
- 旭屋書店 大阪本店　Good Living Room・泉南店
- 金沢リブロ

- "recoloke 6" [25]

- 渋谷毅 (P) + こなかりゆ(vo)  Duo Live Series    Vol.1, Vol.2, Vol.3, Vol.4
- ジパングプロダクツ主催 After Art 公開 Live Recordings    Vol.1
- ジパングプロダクツ主催 After Art 公開 Live Recordings Vol.2
- グランドハープ & チェロ Xmasコンサート

Guest:こなかりゆ (P+Vo)

## 主な楽曲提供
- "Girls Think"  作曲：こなかりゆ、作詞：尾上文・こなかりゆ　上原さくらシングル「ホワイ」（Polydor）収録

- "美人もブスも" 作詞：尾上文・こなかりゆ　内田有紀アルバム「Present」（ビクター）収録

- "しあわせなヒッピー" 作曲：こなかりゆ、作詞：尾上文・こなかりゆ　上原さくらアルバム「Cherish」(Polydor) 収録

- "あかるい" 作詞：尾上文・こなかりゆ　Girls Be アルバム「フレンチ大作戦」（ビクター）収録

- "ホワイ" 作曲：こなかりゆ　作詞：尾上文・こなかりゆ 上原さくらシングル「ホワイ」（Polydor）収録

- " Do You Love Me Who Is A Girl or Do You Love My Me?" 作詞：こなかりゆ　小柳ゆきアルバム「I'll Be Travellin' Home」（ワーナー）収録

- "キッチン・シャッフル" 作曲：こなかりゆ　こだまさおりアルバム「やさしい雨」（ビクター）収録

- "Shopping" 作曲：こなかりゆ、作詞：尾上文・こなかりゆ　上原さくらシングル「Shopping」（Polydor）収録

- "言わないでね" 作詞：こなかりゆ　Color マキシ・シングル「Why」（ビクター）収録

- "Tooth Fairy" 作曲・作詞：こなかりゆ　山本まりあアルバム「Dear You」(パイオニア）収録

- "Who Are You?" 作詞：尾上文・こなかりゆ　Girls Be アルバム「フレンチ大作戦」（ビクター）収録

- "世界の半分は女の子" 作詞：尾上文・こなかりゆ　上原さくらアルバム「Cherish」(Polydor) 収録

- "人間だから" 作詞：こなかりゆ  TBS アニメ アルバム「Chobits」（ビクター）収録

- "Far Call" 作詞：尾上文・こなかりゆ　平賀マリカ アルバム「Mona Lisa」（バウンディ）収録